# Łowyń (gmina)
Łowyń – dawna gmina wiejska istniejąca w latach 1934–1954 i 1973–1976 w woj. poznańskim i gorzowskim (dzisiejsze woj. wielkopolskie). Siedzibą władz gminy był Łowyń.
Gmina zbiorowa Łowyń została utworzona 1 sierpnia 1934 roku w powiecie międzychodzkim w woj. poznańskim z dotychczasowych jednostkowych gmin wiejskich: Dormowo, Głażewo, Krzyżkówko, Lewice, Łowyń, Mnichy, Silna, Stoki, Świechocin i Tuczępy (oraz z obszarów dworskich położonych na tych terenach lecz nie wchodzących w skład gmin). 
Po wojnie gmina zachowała przynależność administracyjną. Według stanu z dnia 1 lipca 1952 roku gmina składała się z 10 gromad: Dormowo, Głażewo, Krzyżkówko, Lewice, Łowyń, Silna, Świechocin, Stoki i Tuczępy. Jednostka została zniesiona 29 września 1954 roku wraz z reformą wprowadzającą gromady w miejsce gmin. 
Jednostkę przywrócono w powiecie międzychodzkim, w woj. poznańskim wraz z reaktywowaniem gmin z dniem 1 stycznia 1973 roku. 1 czerwca 1975 roku gmina znalazła się w nowo utworzonym woj. gorzowskim.
15 stycznia 1976 roku gmina została zniesiona a jej tereny włączone do gmin:
- Międzychód (obszary sołectw: Dormowo, Gralewo, Głażewo, Krzyżkówko, Lewice, Łowyń, Mnichy i Tuczępy),
- Pszczew (obszary sołectw: Silna, Stoki i Świechocin).